# VAV3

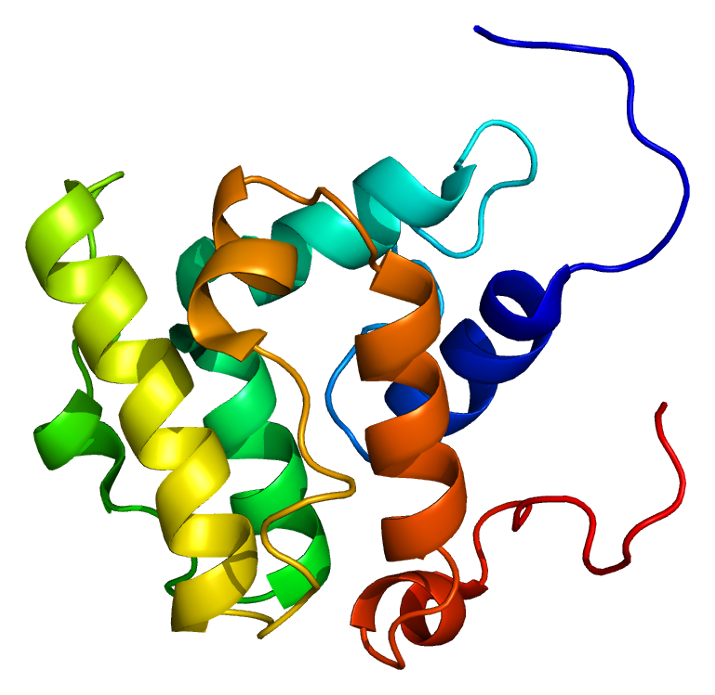
Ilustración del VAV3.

El factor de intercambio de nucleótidos de guanina VAV3 es una proteína que en humanos está codificada por el gen VAV3 .
Este gen es miembro de la familia de genes VAV. Las proteínas VAV son factores de intercambio de nucleótidos de guanina (GEF) para las GTPasas de la familia Rho que activan vías que conducen a reordenamientos citoesqueléticos de actina y alteraciones transcripcionales. Este producto génico actúa como un GEF preferentemente para RhoG, RhoA y, en menor, RAC1, y se asocia al máximo con los estados libres de nucleótidos de estas GTPasas. Alternativamente, se han descrito variantes de transcripción empalmadas que codifican diferentes isoformas para este gen.

## Interacciones
Se ha demostrado que VAV3 interactúa con Grb2 .